# Stanisław Ryszkowski
Stanisław Ryszkowski na Glinianym Stoku herbu Nowina (zm. przed 28 lipca 1608 roku) – marszałek sejmu zwyczajnego w Warszawie w 1606 roku, sędzia ziemski łukowski w latach 1596–1608.
Studiował w Akademii Krakowskiej w 1563 roku
Poseł na sejm 1581 roku, sejm pacyfikacyjny 1589 roku z województwa lubelskiego, poborca w województwie lubelskim, podpisał traktat bytomsko-będziński.